# Pentaceraster
Genre
Pentaceraster est un genre d'étoiles de mer tropicales de la famille des Oreasteridae.

## Description

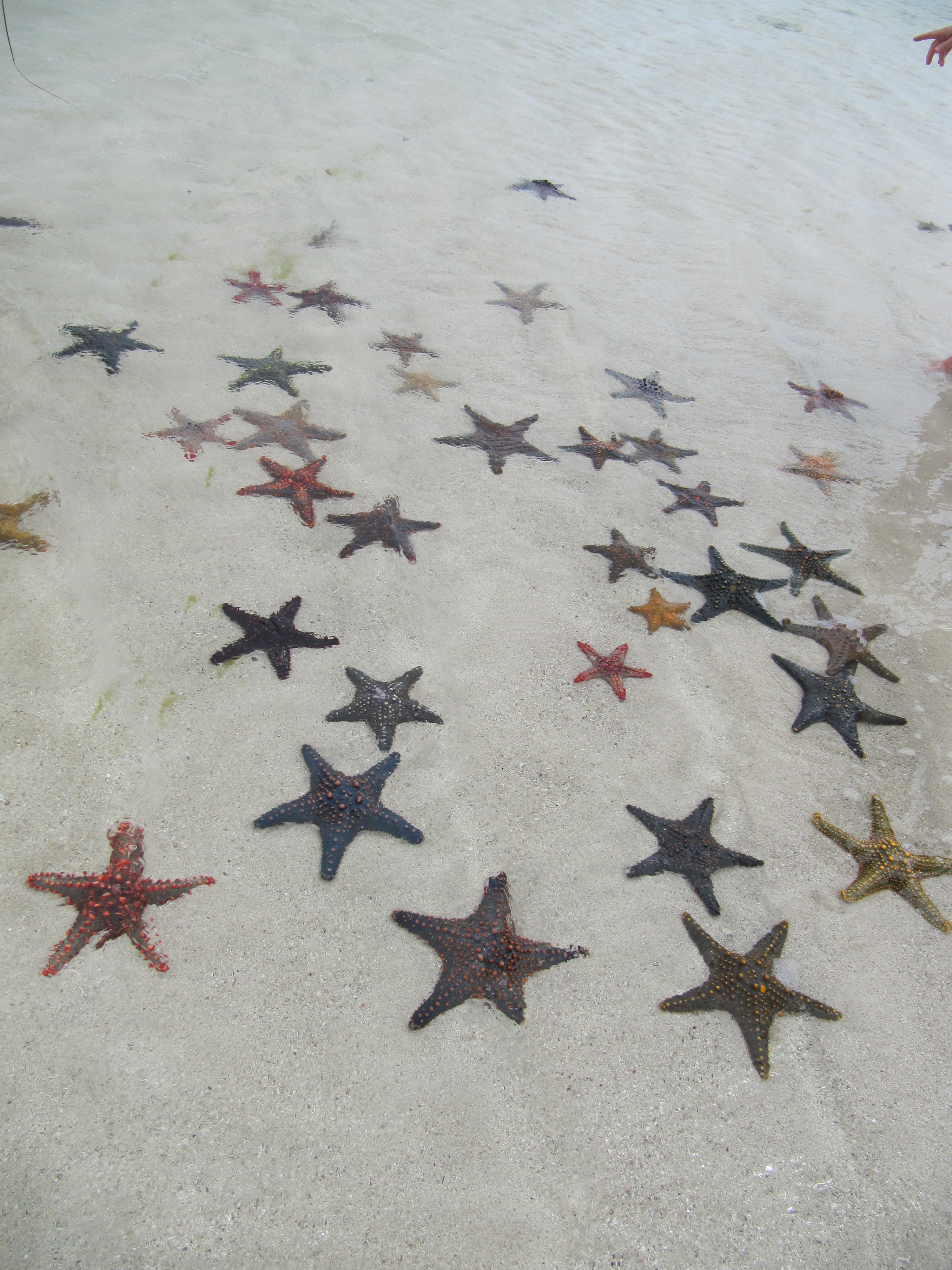
Agrégation de Pentaceraster au Kenya.

Ce sont de grosses étoiles régulières, charnues et assez rigides, pourvues de cinq bras courts à bout arrondi, reliés par une région actinolatérale (« palmure » entre les bras) plus prononcée que chez les Protoreaster, et dont la marge inférieure est presque toujours pourvue d'une rangée de tubercules (ce qui n'est jamais le cas chez les Protoreaster). Un autre genre proche est Poraster, mais l'unique espèce est plus grosse, avec des bras pointus et effilés, et une unique ligne carinale de gros tubercules, émoussés. 
Leur corps est très rigide, et couvert de courts monticules durs formant des motifs géométriques complexes ; elles arborent souvent des couleurs voyantes et très contrastées. Ce sont des étoiles assez voyantes et abondantes dans leur aire de répartition, même si la surpêche (à destination des touristes) les a parfois fait de raréfier voire disparaître localement.

## Liste d'espèces
Selon World Register of Marine Species (25 mars 2014) :
- Pentaceraster affinis (Müller & Troschel, 1842) -- Pacifique occidental et mer d'Andaman jusqu'à Madras (très proche de P. mammillatus, peut-être conspécifique[4])
- Pentaceraster alveolatus (Perrier, 1875) -- Pacifique sud-ouest (Mélanésie, Philippines, Australie...)
- Pentaceraster chinensis (Gray, 1840) -- Pacifique occidental et Mer de Chine
- Pentaceraster cumingi (Gray, 1840) -- Pacifique oriental (de Hawaii à Panama)
- Pentaceraster decipiens (Bell, 1884) -- Région indonésienne (connue uniquement de l'holotype)
- Pentaceraster gracilis (Lütken, 1871) -- Pacifique occidental et Mer de Chine (rare)
- Pentaceraster horridus (Gray, 1840) -- Afrique de l'est et Madagascar
- Pentaceraster magnificus (Goto, 1914) -- Pacifique occidental et Mer de Chine
- Pentaceraster mammillatus (Audouin, 1826) -- Région indonésienne, Pacifique centre-ouest et Océan Indien (espèce-type)
- Pentaceraster multispinus (von Martens, 1866) -- Pacifique occidental et Mer de Chine (possiblement conspécifique avec Pentaceraster alveolatus[4])
- Pentaceraster regulus (Müller & Troschel, 1842) -- Indo-Pacifique central jusqu'en Inde (possiblement conspécifique avec Pentaceraster alveolatus[4])
- Pentaceraster sibogae Döderlein, 1916 -- Région indonésienne et Philippines (très proche de Pentaceraster decipiens[4])
- Pentaceraster tuberculatus (Müller & Troschel, 1842) -- océan Indien occidental, Mer Rouge et Arabie, peut-être région indonésienne et Philippines (possiblement conspécifique avec P. mammillatus[4])
- Pentaceraster westermanni (Lutken, 1871) -- Pacifique occidental et Bengale

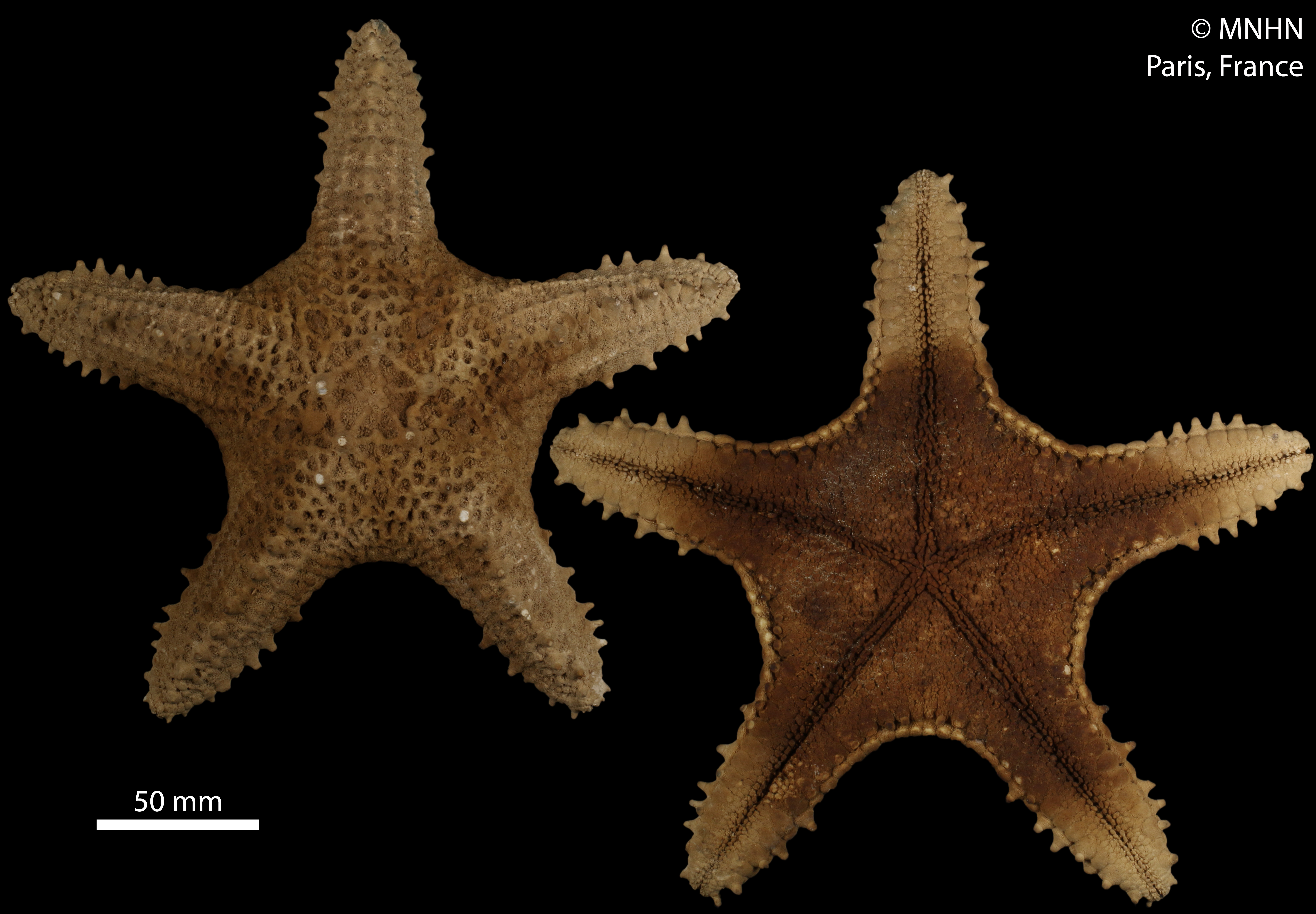
Pentaceraster alveolatus séchée (holotype, MNHN)
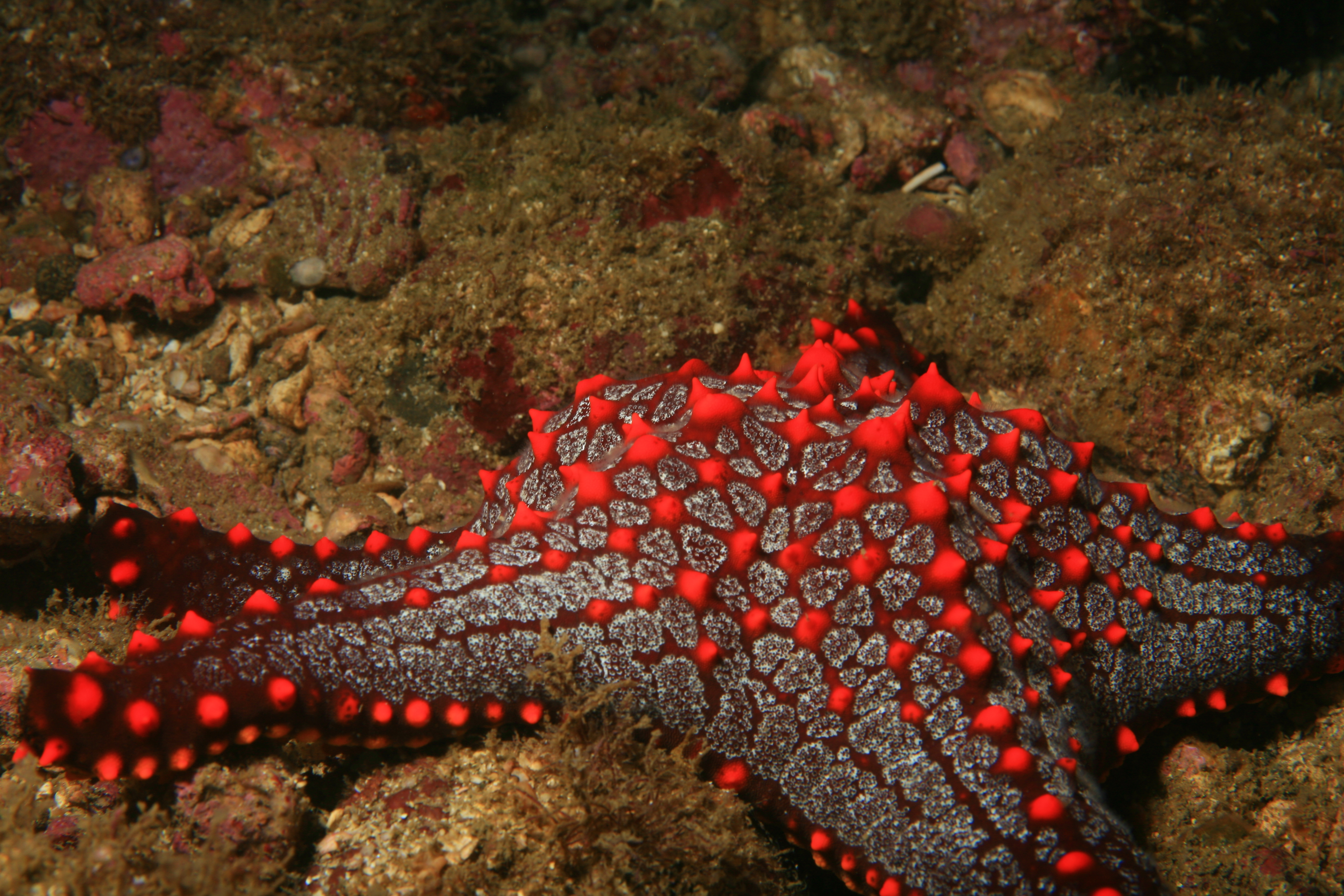
Pentaceraster cumingi
Pentaceraster gracilis (Syntype, NHMD)
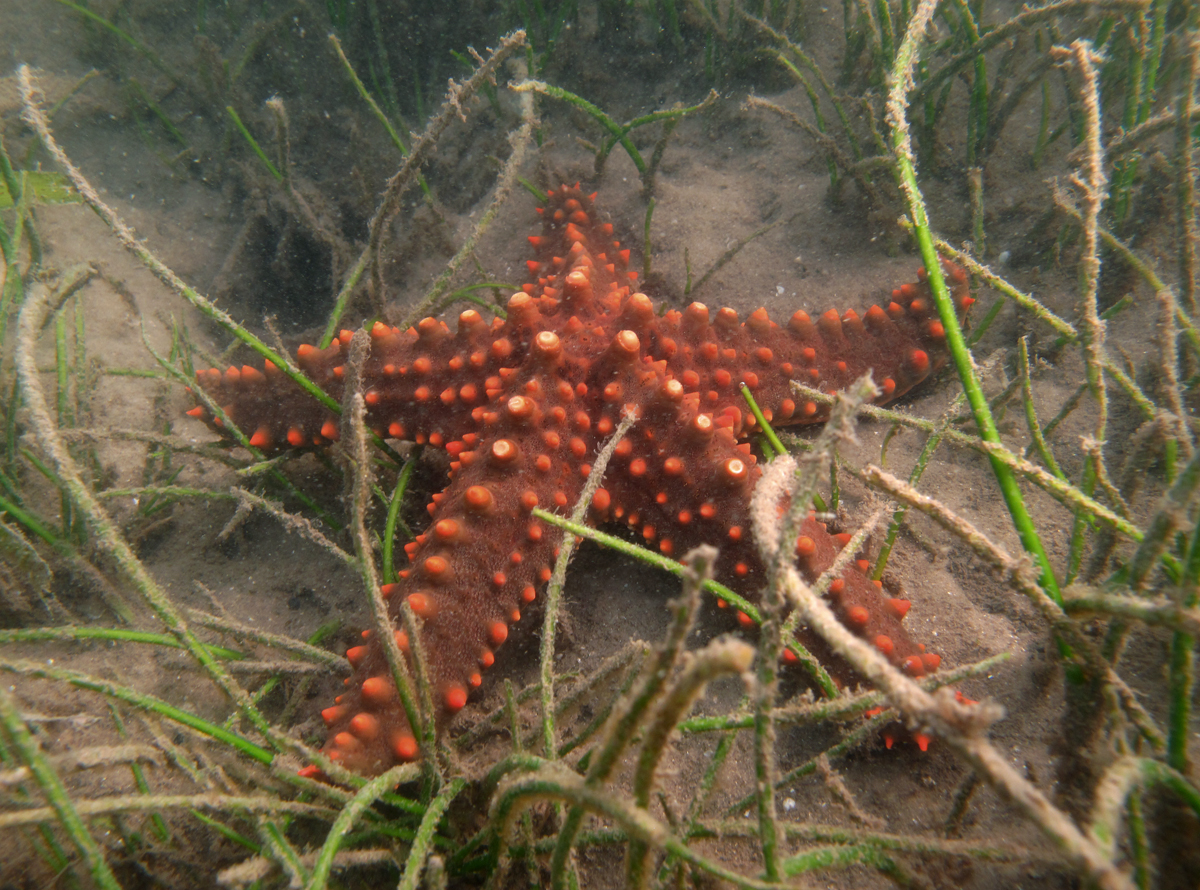
Pentaceraster horridus
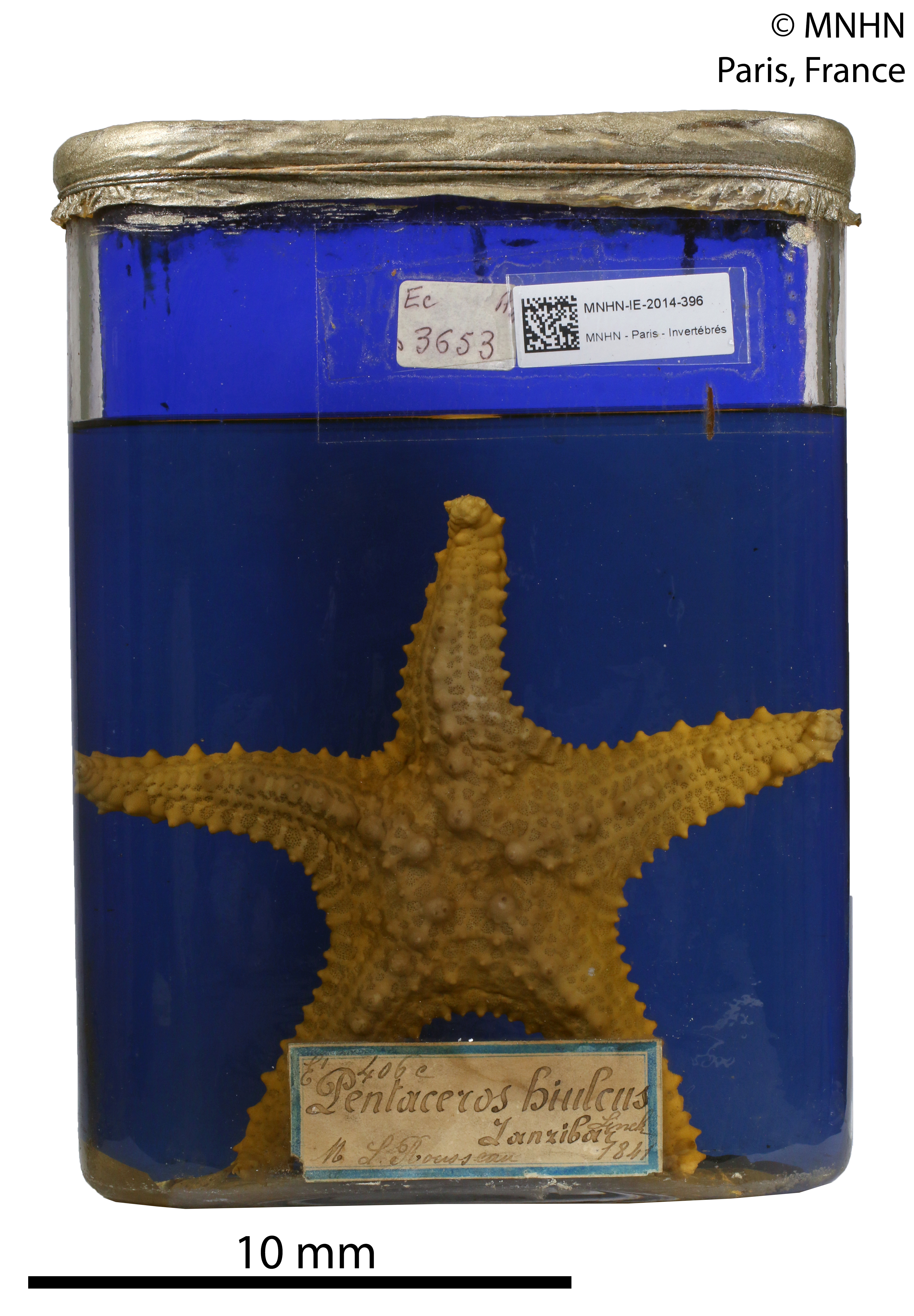
Pentaceraster mammillatus séchée (MNHN)
Pentaceraster multispinus (NHMD)
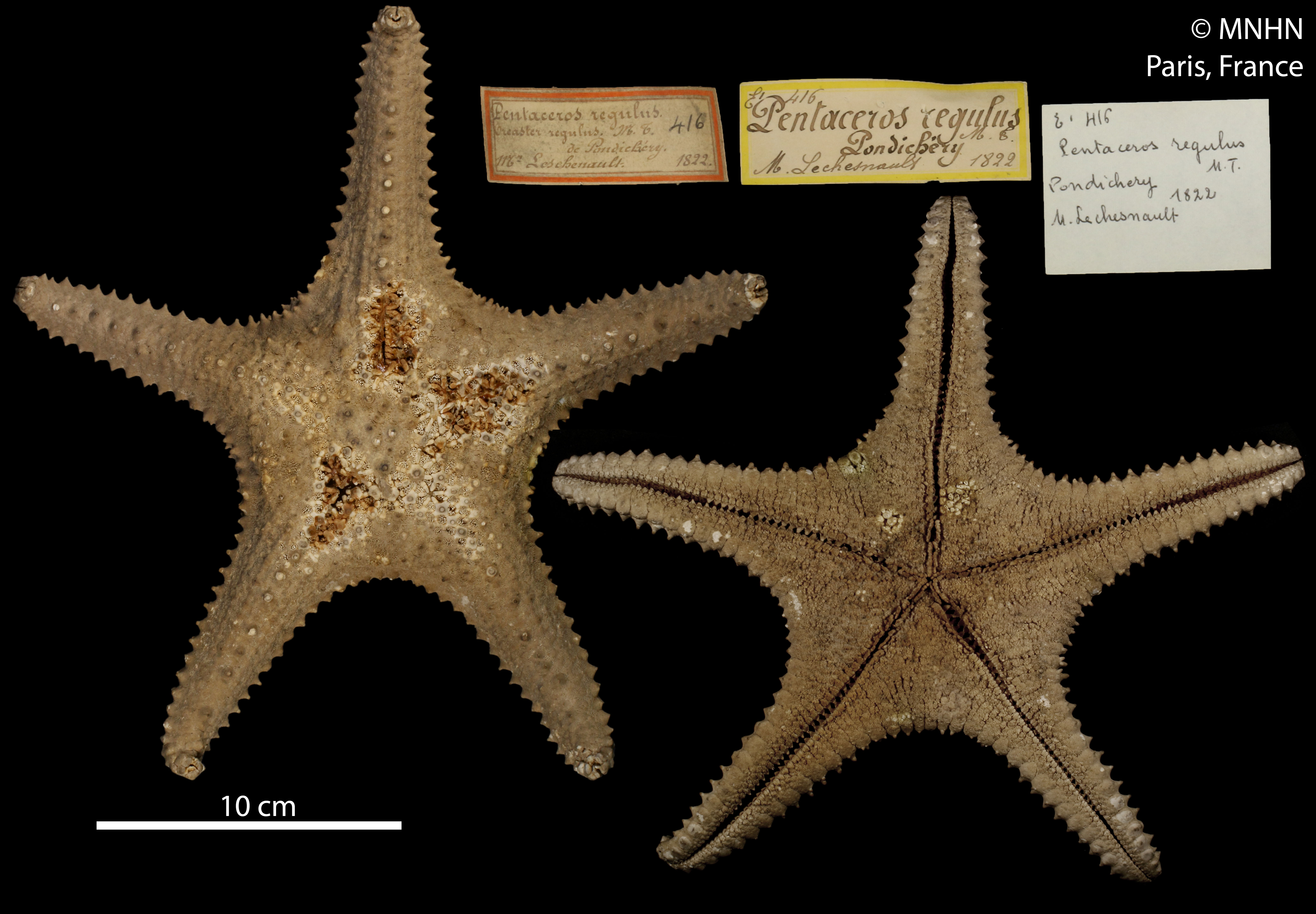
Pentaceraster regulus séchée (MNHN)
Pentaceraster westermanni séchée (holotype, NHMD)
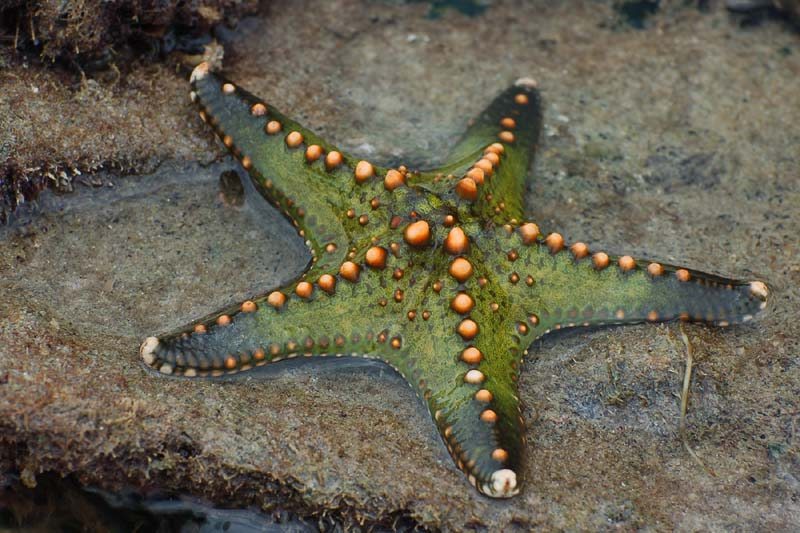
Pentaceraster cf tuberculatus
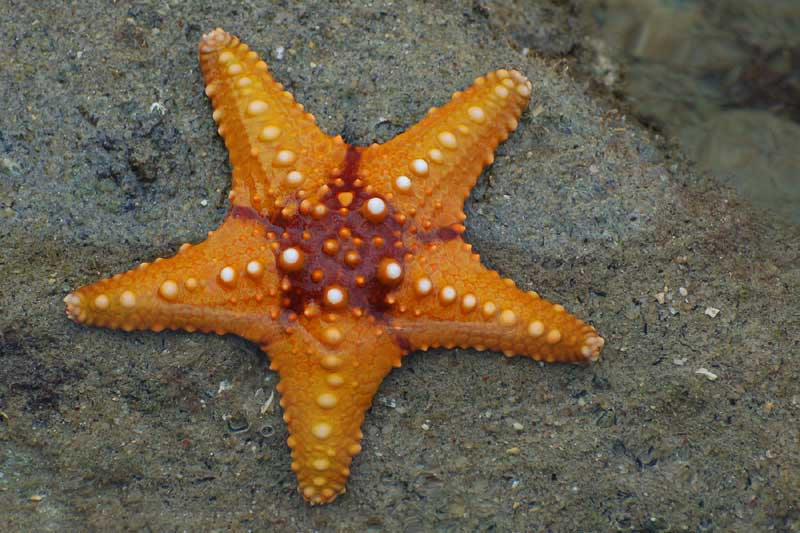
Pentaceraster sp.
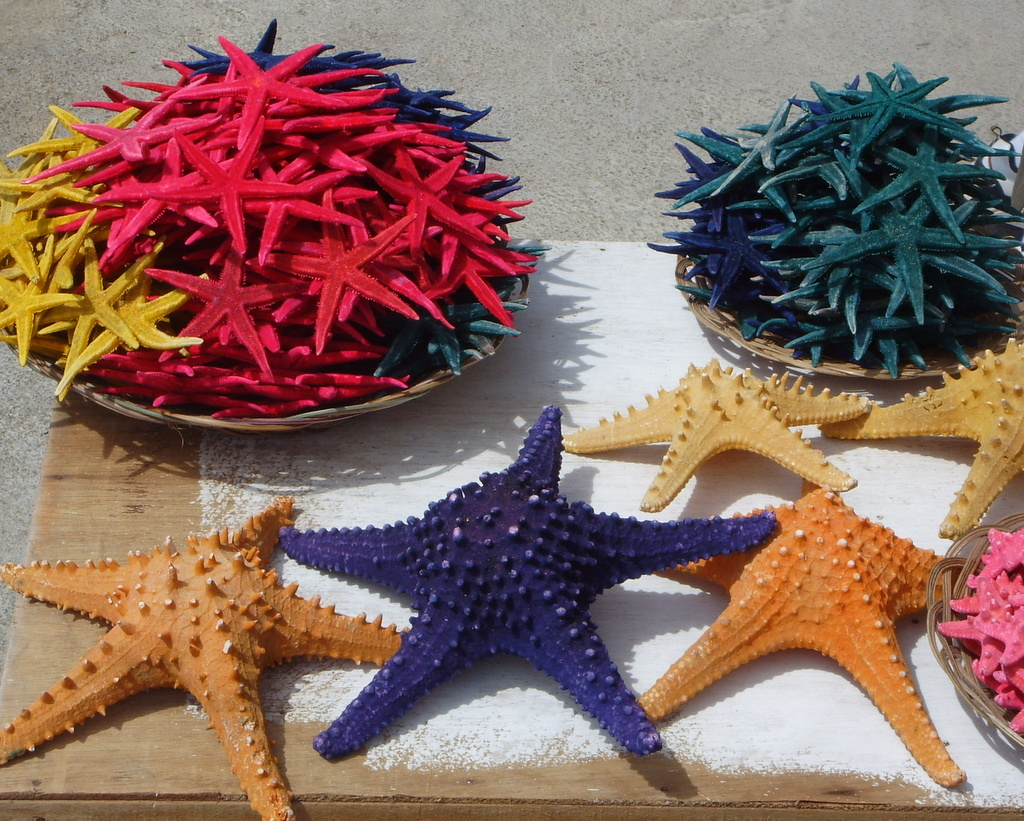
Des Pentaceraster séchées pour la vente aux touristes aux Philippines.

## Détermination

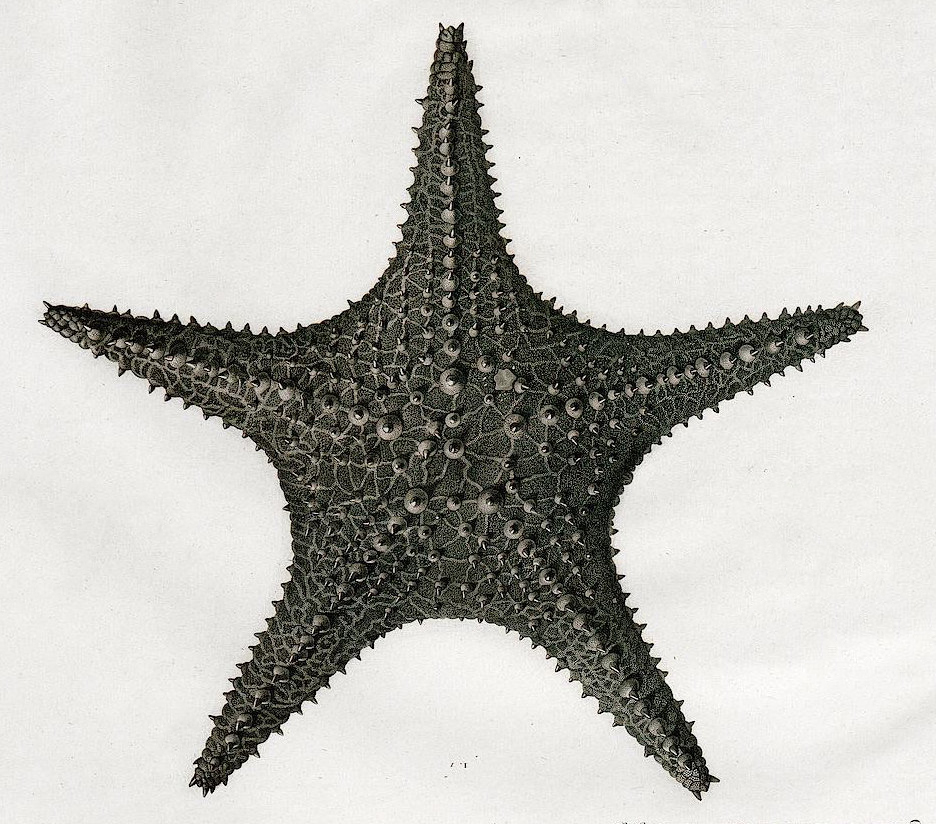
Dessin holotype de l'espèce-type Pentaceraster mammillatus (Audouin, 1826).

Pentaceraster regulus (Australie).

Ce genre, extrêmement variable et aux contours mal définis, est particulièrement difficile à identifier à l'échelle spécifique, y compris pour les spécialistes,. En 1916, Döderlein en disait :

« Le genre Oreaster Müller & Troschel 1842 [...] est, pour le systématicien, l’un des genres les plus difficiles parmi les genres d’étoiles problématiques. Un grand nombre des espèces érigées dans ce groupe ne peuvent, d’après les descriptions disponibles, être déterminées ou distinguées avec certitude. [...] La difficulté propre au genre Oreaster réside dans une variabilité individuelle exceptionnelle, qui, dans cette ampleur, n’est atteinte par aucun autre genre d’étoiles de mer ; elle n’est dépassée que par la variabilité des madréporaires. Les caractères utilisés pour déterminer les espèces dans ce genre ne peuvent être que la longueur et la largeur des bras, la présence et l’agencement des épines, l’apparition d’une troisième rangée de plaques marginales, la forme et la taille des pédicellaires — et même ceux-ci varient tellement d’un individu à l’autre d’une même espèce, même à taille comparable et provenant d’un même lieu de collecte, qu’ils doivent être utilisés avec une extrême prudence à des fins systématiques. En partie, ces caractères dépendent aussi largement de la taille ou de l’âge des individus. »

— Ludwig Döderlein, Uber die Gattung Oreaster und verwandte, 1916.
L'espèce-type en est Pentaceraster mammillatus, alors nommée Asterias mammillata Audouin, 1826, décrite en 1826 par Jean-Victor Audouin sur la base des dessins de Jules-César Savigny issus de la Campagne d’Égypte de Napoléon, toutefois il n'en existe pas d'holotype et aucune espèce de ce groupe n'a plus jamais été réobservée en Mer Rouge, faisant planer le doute sur l'identité de l'espèce. 
Voici quelques indications issues de la littérature scientifique mais à prendre avec précaution : 
- Pentaceraster affinis a pour localité-type l'Inde (« Mers de l'Inde », peut-être Madras), mais semble présente dans tout le Pacifique occidental et la mer d'Andaman. Elle est très proche de P. mammillatus, peut-être conspécifique (morphe juvénile ?), mais avec des épines carinales pas plus grosses que les actinales, à part les 5 centrales. Les bras sont courts et triangulaires[4], mais selon Koehler le disque est pentagonal et les bras étroits et tubulaires[7].
- Pentaceraster alveolatus est décrite de Nouvelle-Calédonie, et est généralement claire avec des tubercules sombres[2], petits et coniques, surtout cantonnés au disque et aux rangées carinales[4]. Elle a des bras pointus, sans tubercules supéromarginaux aux aisselles (ce qui la distingue notamment de P. mammillatus), mais avec des supéromarginales qui peuvent être prononcées distalement[4].
- Pentaceraster chinensis se trouve en mer de Chine. Elle a les bras assez longs (par rapport à P. affinis), et 4 à 6 épines subambulacraires dans la rangée derrière les épines ambulacraires[4].
- Pentaceraster cumingi se trouve à Hawaii, aux îles Galápagos et sur les côtes pacifiques de l'Amérique centrale, et arbore généralement des couleurs rouge vif avec des plaques grisées sur le disque central[2].
- Pentaceraster decipiens se trouve uniquement en Indonésie et il n'en existe qu'un spécimen. Celui-ci a le corps assez lisse (la tuberculation souvent réduite à cinq proéminences centrales, plus de courtes supéro-marginales) et les bras fins. Ce pourrait être une variation de Poraster superbus sans plaques intermarginales, ou de P. alveolatus ou P. sibogae[4].
- Pentaceraster gracilis est possiblement un nom donné à des spécimens particulièrement gros de P. regulus[4]. Elle possède des plaques intermarginales (pouvant porter des tubercules) s'intercalant entre les rangées marginales aux aisselles, et des rangées de 2 ou 3 (rarement 4) épines subambulacraires[4]. Les bras sont longs et fins, et le relief général atténué et surtout réticulé.
- Pentaceraster horridus peut être trouvée dans la région de Madagascar, et est caractérisée par une grande densité de tubercules très durs[2] et une couleur rouge brique, avec les pointes des tubercules crème. Il pourrait cependant encore s'agir d'une variation locale de Pentaceraster mammillatus[4].
- Pentaceraster magnificus se trouve au Japon, et est très proche de Pentaceraster regulus[1], avec des bras longs et une tuberculation très faible.
- Pentaceraster mammillatus se trouve dans l'océan Indien occidental, théoriquement Mer Rouge comprise (et selon certaines sources la région indo-océanienne), toute sa marge supérieure est parcourue de tubercules[4], le disque est couvert de nombreux tubercules dont les carinales sont plus développées, et les lignes plus latérales de tubercules s'estompent le long des bras[4]. Sa coloration est souvent grise bleutée avec des tubercules crème[2].
- Pentaceraster multispinus se trouve dans le Pacifique occidental et Mer de Chine, et est possiblement conspécifique avec Pentaceraster alveolatus[4]. Elle est plus plate, a les bras arrondis aux pointes, et des tubercules plus prononcés[4].
- Pentaceraster regulus se trouve en Indo-Pacifique central de l'Inde à la Nouvelle-Calédonie, et est très variable (notamment sur la Grande Barrière australienne) et donc possiblement conspécifique avec Pentaceraster alveolatus ; elle est censée avoir des bras plus étroits et moins de tubercules supéro-marginaux, mais les bras portent en plus une ou deux rangées régulières de proéminences en plus de la rangée carinale de tubercules[4]. Elle peut avoir de petites plaques intermarginales interstitielles aux aisselles, mais moins prononcées que celles de P. gracilis[4]. En Nouvelle-Calédonie, elle est censée être « uniformément rouge foncé », contrairement à P. alveolatus qui serait bicolore[8].
- Pentaceraster sibogae se trouve en Indonésie, et est d'un gris plus ou moins sombre avec de petits tubercules pointus et crème à jaune clair[2]. Elle ressemble à Pentaceraster decipiens, mais avec des tubercules dorso-latéraux (essentiellement sur le disque, contrairement à P. westermanni), et parfois un armement marginal très réduit. Elle possède des rangées de 2 ou 3 (rarement 4) épines subambulacraires[4].
- Pentaceraster tuberculatus se trouve dans l'océan Indien occidental, et possède des tubercules clairsemés et très peu prononcés ; il pourrait cependant s'agit d'une simple variation de Pentaceraster mammillatus[4]. Selon certaines sources, on en trouverait également une autre forme entre l'Indonésie et les Philippines[2].
- Pentaceraster westermanni est connue de la baie du Bengale et peut-être de l'Indo-Pacifique central. Elle a plusieurs séries de tubercules tout le long du bras et presque jusqu'à la pointe, pas de plaques intermarginales, et des rangées de 2 ou 3 (rarement 4) épines subambulacraires[4].